# Leid
Leid bezeichnet als Sammelbegriff all das, was einen Menschen körperlich und seelisch belastet. Als Leid werden beispielsweise empfunden:
- die Nichterfüllung von Bedürfnissen und Erwartungen,
- der Verlust von nahestehenden Individuen,
- die Trennung von sozialen Gruppen,
- äußere Zwänge und Begrenztheiten,
- Alter, Krankheit und Schmerzen.[1]

Leid stellt eine Grunderfahrung von Menschen und Tieren dar. In welcher Tiefe Leid empfunden wird, ist subjektiv und hängt vom Einzelnen ab, also von den eigenen Erfahrungen und Einstellungen.

## Wortgeschichte
In Klassifikationen von Affekten (Passionslisten) ist achos bei Pseudo-Andronikus die griechische Entsprechung für Leid, im Lateinischen luctus bei Tusculanus.

## Leiderfahrung und Leidbewältigung in den Religionen
Die Religionen beschäftigen sich auch mit Fragen wie: Warum existiert das Leid?,  Welchen Sinn und Zweck hat das Leid? sowie Wie kann das Leid überwunden werden?.
Die abrahamitischen Religionen begründen das Leid mit der Existenz Satans und daher auch mit dem Bösen in Menschen, die anderen Leid zufügen.
Das Leiden Christi, also die Passion und der Kreuzestod Jesu,  bilden für die Erlösung im Christentum eine wesentliche Voraussetzung.
Im Islam prüft Allah die Gläubigen durch das Leid. Bei den Sunniten hat das Leid keine Heilsbedeutung. Bei den schiitischen Passionsspielen jedoch können die Gläubigen durch ertragenes Leiden ihre Sünden abbüßen.
Der Konflikt zwischen der Existenz des Leids und dem Glauben an einen  allmächtigen und gütigen Gott führt zum Theodizeeproblem. Unter anderem das alttestamentliche Buch Ijob beschäftigt sich mit dieser Frage.
Im Buddhismus spielt das Leid als Dukkha in den  Vier Edlen Wahrheiten eine zentrale Rolle.  Das Leben im Daseinskreislauf ist leidvoll. Das Konzept des Karma erklärt das Leid als Ergebnis früherer Handlungen. Völlige Auslöschung der Gier kann zur Überwindung des Leidens (Nirwana) führen.

## Tierethik
In seinem 1975 erschienenen Buch Animal Liberation postuliert der australische Philosoph und Ethiker Peter Singer, der zusammen mit Tom Regan als Begründer der modernen Tierethik gilt, dass auch andere Tierarten die Fähigkeit besitzen, Leid zu empfinden, mit Ausnahme der sogenannten „niederen Tiere“ wie Krebstieren oder Insekten, bei denen dies nicht gesichert sei. Schon 1780 sah Bentham in der Leidensfähigkeit von Tieren das entscheidende Kriterium hinsichtlich einer moralischen Rücksichtnahme, die auch auf die Tiere ausgedehnt werden sollte, was heute als Pathozentrismus bezeichnet wird.
Das Kriterium der Leidensfähigkeit bildet daher auch einen wichtigen Ansatz in der Philosophie der Tierrechte.
Das deutsche Tierschutzgesetz verbietet es grundsätzlich  in § 1, „[...] einem Tier ohne vernünftigen Grund Schmerzen, Leiden oder Schäden [zu]zufügen.“
§ 5 des österreichischen Bundesgesetzes über den Schutz der Tiere besagt u. a.: „Es ist verboten, einem Tier ungerechtfertigt Schmerzen, Leiden oder Schäden zuzufügen oder es in schwere Angst zu versetzen.“

## Zitate
„Das schnellste Tier, das euch zur Vollkommenheit trägt, das ist das Leid; denn niemand genißet mehr ewige Seligkeit, als wer mit Christus in der tiefsten Bitternis steht.“

„Suche im Leiden den Samen deines künftigen geistigen Wachstums, sonst ist das Leben sehr bitter.“

„Je tiefer wir das Leiden durchschauen, umso näher kommen wir dem Ziel der Befreiung vom Leiden.“

„Der negative Zentralbegriff des Buddhismus ist das Leiden, der negative Zentralbegriff des Christentums ist die Schuld.“